# パル・ヤマト
株式会社パル・ヤマトは、兵庫県神戸市東灘区に本社を置き、阪神間でスーパーマーケットを展開する小売業者。

## 概要
1977年（昭和52年）12月にヤマト食品株式会社として設立され、1987年4月に現在の商号に変更した。現在、神戸市（東灘区・灘区）、芦屋市、西宮市に計5店舗を展開している。

## 沿革
- 1977年（昭和52年）12月 - ヤマト食品株式会社として設立
- 1987年（昭和62年）4月 - 株式会社パル・ヤマトに商号変更
- 1998年（平成10年）11月 - 芦屋店オープン
- 2000年（平成12年）11月 - 青木店オープン
- 2005年（平成17年）11月 - 六甲店オープン
- 2012年（平成24年）2月 - 西宮店オープン
- 2021年（令和3年）9月 - 夙川店オープン